# Bassignac-le-Bas
Bassignac-le-Bas là một xã thuộc tỉnh Corrèze trong vùng Nouvelle-Aquitaine miền trung Pháp.